# Nariman Tülejew
Nariman Tülejew (kirgisisch Нариман Түлеев, russisch Нариман Ташболотович Тюлеев Nariman Taschbolotowitsch Tjulejew; * 24. Dezember 1963 in Frunse) ist ein kirgisischer Politiker und ehemaliger Bürgermeister von Bischkek, der Hauptstadt des zentralasiatischen Landes.

## Karriere
Tülejews Karriere begann bei Temir Dscholu, der staatlichen Eisenbahngesellschaft Kirgisistans, wo er bis zum Vorstandsvorsitzenden aufstieg. In dieser Funktion arbeitete Tülejew insbesondere an der Elektrifizierung des kirgisischen Eisenbahnnetzes. Im Juli 2008 wurde Tülejew Bürgermeister der kirgisischen Hauptstadt Bischkek, wobei er als politischer Vertrauter des damaligen Präsidenten Kurmanbek Bakijew gilt. Mit dem Umsturz im April 2010 und der Übernahme der Macht durch eine Übergangsregierung unter Rosa Otunbajewa endete auch Tülejews Amtszeit als Bürgermeister, am 7. April 2010 wurde er seines Amtes enthoben.
Im Mai 2010 kam es in Bischkek zu Protesten gegen die Übergangsregierung, die Demonstranten forderten unter anderem die Wiedereinsetzung Tülejews als Bürgermeister. Dieser wurde zu diesem Zeitpunkt bereits von den Strafverfolgungsbehörden gesucht, da er für Unruhen während vorhergegangener Proteste verantwortlich gemacht wurde. Am 6. September 2010 wurde Tülejew am Flughafen Bischkek vorläufig festgenommen, offiziell wurde dies mit dem Vorwurf der Wirtschaftskriminalität begründet. Nach 3½ Stunden wurde Tülejew freigelassen.
Ende Juli 2013 kam es schließlich zu einer Verurteilung Tülejews zu elf Jahren Hochsicherheitshaft. Im Rahmen einer Amnestie wurde der Ex-Bürgermeister bereits im Mai 2016 wieder entlassen. Im Mai 2018 rückte Tülejew erneut ins Licht der Öffentlichkeit als die Regierungspartei SPDK einen handschriftlichen Brief vorlegte, der angeblich von Tülejew an den ehemaligen Präsidenten Almasbek Atambajew geschrieben worden war und in dem dieser sich bei dem von 2011 bis 2017 amtierenden Präsidenten entschuldigt. Tülejew bezeichnete das Dokument als Fälschung der SPDK und betonte, sich für nichts entschuldigen zu müssen.